# تركز صناعي
التركز الصناعي (بالإنجليزية: Concentration industrielle)‏ أحد مفاهيم الجغرافيا الاقتصادية، ويشير إلى كثافة عالية للنشاط الصناعي على مساحة محددة. ويدل أيضا على وجود صناعات مختلفة في إقليم معين، لديه القدرة على جذب مزيد من الصناعات، وذلك عبر توفير الهياكل الارتكازية، منافذ التسويق، ومن خلال التضاعف الصناعي. من المناطق الصناعية الأكثر فاعلية على سطح الكرة الأرضية (تجمعات صناعية كبرى) شمال شرق الولايات المتحدة، طوكيو، الروهر.

## سمات مناطق التجمع الصناعي
تتسم مناطق التركز الصناعي بكونها غنية بالصناعة، متنوعة الأنشطة الصناعية، ومتجاوبة مع المتطلبات المتغيرة للصناعة. كما تربط بين كافة أوجه نشاطاتها روابط تقنية ومالية.